# Клаймакс-Спрінгс (Міссурі)
Клаймакс-Спрінгс (англ. Climax Springs) — переписна місцевість (CDP) в США, в окрузі Кемден штату Міссурі. Населення — 118 осіб (2020).

## Географія
Клаймакс-Спрінгс розташований за координатами 38°6′6″ пн. ш. 93°3′15″ зх. д. / 38.10167° пн. ш. 93.05417° зх. д. (38.101613, -93.054127).  За даними Бюро перепису населення США в 2010 році переписна місцевість мала площу 1,18 км², уся площа — суходіл. В 2017 році площа становила 2,09 км², уся площа — суходіл.

## Демографія
Згідно з переписом 2010 року, у селищі мешкали 124 особи в 46 домогосподарствах у складі 32 родин. Густота населення становила 105 осіб/км².  Було 60 помешкань (51/км²).
Расовий склад населення:
| - 96,8 % — білих - 3,2 % — осіб інших рас |

До двох чи більше рас належало 0,0 %. Частка іспаномовних становила 4,0 % від усіх жителів.
За віковим діапазоном населення розподілялося таким чином: 33,1 % — особи молодші 18 років, 58,0 % — особи у віці 18—64 років, 8,9 % — особи у віці 65 років та старші. Медіана віку мешканця становила 39,0 року. На 100 осіб жіночої статі у селищі припадало 113,8 чоловіків;  на 100 жінок у віці від 18 років та старших — 112,8 чоловіків також старших 18 років.
За межею бідності перебувало 73,5 % осіб, у тому числі 90,9 % дітей у віці до 18 років та 50,0 % осіб у віці 65 років та старших.
Цивільне працевлаштоване населення становило 32 особи. Основні галузі зайнятості: будівництво — 37,5 %, виробництво — 18,8 %, освіта, охорона здоров'я та соціальна допомога — 15,6 %.